# اقتراح جمهوري
اقتراح جمهوري هو حزب سياسي أرجنتيني ينتمي إلى يمين الوسط، تأسس في عام 2010 ويرأسه حالياً ماوريسيو ماكري.